# Comix Zone
Comix Zone è un videogioco del 1995 sviluppato da Sega Technical Institute. Il gioco è stato ritenuto innovativo per l'ambientazione, all'interno di un fumetto, e per il gameplay, a metà tra azione e picchiaduro.

## Trama
Sketch Turner (スケッチターナー?, Suketchi Tānā), un fumettista e musicista rock freelance, sta lavorando al suo più recente albo a fumetti, chiamato "Comix Zone", da qui il nome del gioco. Comix Zone narra la storia di un tentativo da parte dell'Impero del Nuovo Mondo di difendere la Terra da un'invasione di alieni rinnegati, la cui ispirazione è nata dai sogni e gli incubi di Sketch.
Una notte, mentre Sketch sta lavorando a Comix Zone, durante un temporale, un fulmine colpisce una tavola del fumetto all'interno del suo appartamento, in quell'istante gli appare l'antagonista principale della storia, un potente mutante di nome Mortus, il quale è riuscito a fuggire dalle pagine dell'opera cartacea e spedisce il suo creatore nella storia, con l'intenzione di ucciderlo, cosa che però gli è impossibile nel mondo reale.
All'interno del fumetto, Sketch incontra il generale Alissa Cyan, che lo ritiene essere un supereroe (più precisamente "il prescelto") che è venuto a salvare il loro mondo post-apocalittico dal maligno Mortus e gli invasori alieni. Ignorando le proteste di Sketch, Alissa lo manda nella sua missione, tenendosi in contatto con lui via radio dandogli istruzioni e suggerimenti.
Ora che Mortus ha una presenza fisica al di fuori di Comix Zone, egli è libero di cambiare il mondo come vuole, semplicemente disegnando in nemici che Sketch dovrà affrontare faccia a faccia o creando ostacoli e pericoli per metterlo ulteriormente in difficoltà.
Alla fine della storia (e in parte incompiuta, quindi non completamente disegnata), Sketch trova un razzo nucleare pronto a partire, mentre Alissa sta lavorando per disinnescarlo. Infuriato, Mortus ritorna all'interno di Comix Zone e chiude Alissa all'interno del razzo nucleare, che incomincia a riempirsi di liquido. Sketch ora deve sconfiggere Mortus una volta per tutte e cercare di salvare Alissa dall'affogamento. Nel caso si riesca a vincere il nemico, il finale (fuoriuscita dal fumetto) può essere di due tipi, a seconda se Alissa sopravvive o meno.

## Livelli
Ci sono tre episodi nel gioco, ciascuno composto da due pagine in una zona distinta:
- Episodio 1: Night of the Mutants (Newer York City)
  - Deceased streets/Sewers
  - Mutant base
- Episodio 2: Welcome to the Temple (Himalaya)
  - Mountain path/Tibetan city
  - Kung-Fung's Temple
- Episodio 3: Curse of the Dead Ships (Zelanda Atolli)
  - Dried atolls/Caves
  - Abandoned ship graveyard

## Personaggi
- Sketch Turner: protagonista del gioco. Egli è un artista di fumetti e musicista rock, sta lavorando al suo fumetto Comix Zone. Sketch viene spedito all'interno della storia da Mortus e deve combattere i nemici per trovare la sua via d'uscita e mettere le cose a posto. Si trasforma per un breve tempo nel suo supereroe (alter ego) dopo aver raggiunto la fine di ogni pagina. Alla fine di ogni livello o alla fine del gioco c'è un disegno di questo supereroe, che funge da metro e si riempie progredendo con il gioco.
- Alissa Cyan: generale dell'Impero del Nuovo Mondo. Appare di fronte a Sketch quando questi arriva al centro di comando. Alissa ritiene Sketch il prescelto e lo manda in missione contro le forze aliene.
- Roadkill: ratto e animale domestico di Sketch Turner nel mondo reale. Sketch lo trova teletrasportato nel mondo dei fumetti e intrappolato in una gabbia e lo salva. Spesso, Roadkill deve aiutare il suo padrone a superare gli ostacoli e trovare degli oggetti nascosti per risolvere svariati enigmi.
- Strigile: un alieno rinnegato. Egli è conosciuto per la sua capacità di teletrasportarsi ovunque, attraverso la fusione con il suolo. Egli sfoggia anche la sua arma omonima e l'ha utilizza per sparare getti di fuoco e agganciarsi al soffitto.
- Gravis: un alieno gigante e muscoloso rinnegato, caratterizzato dal fatto che spesso esca del vapore dai pori della sua schiena. È in grado di generare esplosioni e lanciare i suoi nemici con estrema facilità.
- Styx: un monaco che Sketch incontra nella città tibetana. Egli esercita un potente potere che utilizza per creare esplosioni o incendi.
- Mongōria: una pericolosa donna guerriera che utilizza come arma un gancio attaccato ai suoi lunghi capelli intrecciati.
- Altri alieni: nemici minori che si incontrano nel corso del gioco, sono creature mutanti in grado di strisciare, volare, arrampicarsi o cambiare forma a seconda del tipo di alieno.
- Big Mama Dragon: un grande drago femmina che pende dal soffitto della base mutante. Sconvolta dal fatto che Sketch abbia ucciso i suoi figli, prova a vendicare la prole ma invano dato che l'eroe riesce a sconfiggerla senza troppi problemi.
- Kung-Fung: maestro del Tempio in montagna. Egli è responsabile della formazione dei servitori di Mortus che prendono parte a un torneo. Dopo i commenti su Sketch riguardo alle unghie lunghe, decide di dare una lezione a Sketch. Spedisce delle palle di fuoco nell'acqua posta sul pavimento della camera in cui lo si affronta e lancia anche le sue unghie esplosive al suo avversario. Una volta sconfitto, Kung-Fung cade in acqua e si scioglie.
- Mortus: l'antagonista principale di Comix Zone. Egli emerge dalle pagine quando il libro viene colpito da un fulmine. Dopodiché spedisce il suo creatore, Sketch, all'interno del fumetto e prende in mano la sua matita e disegna nella storia i nemici e gli ostacoli che l'eroe dovrà affrontare. Diviene il boss finale, quando Sketch scopre il suo progetto di lanciare un missile sull'Impero del Nuovo Mondo. È in grado di volare e si teletrasporta in maniera casuale durante la battaglia finale, ma può essere colpito dalle raffiche emesse dal razzo nucleare. Una volta sconfitto, Mortus muore.

## Armi e oggetti
Le armi che il personaggio può usare sono:
- Pugni e calci l'arma principale del personaggio.
- Coltello arma che deve essere raccolta e che viene lanciata.
- Dinamite arma che deve essere raccolta e viene poggiata a terra.
- Bomba arma che deve essere raccolta e viene lanciata.
- Supereroe può essere usata a comando e permette di eliminare tutti i nemici presenti nello schermo.
- Pozione della vita permette di rigenerare metà della vita.
- Roadkill ratto che aiuta il padrone a trovare i passaggi e oggetti segreti, inoltre può elettrificare o mordere i nemici.
- ? oggetto qualsiasi che non è possibile conoscere prima d'essere preso, tra cui anche delle trappole esplosive.

Gli oggetti che può manipolare e distruggere sono:
- Leve sono disposte lungo i livelli, servono per azionare determinati meccanismi.
- Scatole e massi, sono ingombranti, permettono d'essere spostati e distrutti, possono contenere anche oggetti preziosi.
- Scatole esplosive, caratterizzate da un marchio rosso.
- Bidoni e Bidoni infuocati i bidoni possono prendere fuoco se vengono colpiti da una fiamma e possono indebolire il nemico se vengono poste sotto di lui.
- Grate, Tombini e Botole, oggetti che devono essere distrutti per poter permettere il passaggio da una vignetta all'altra.

## Caratteristiche
Questo gioco ha come peculiarità:
- Sangue, viene raffigurato come pezzi di carta strappata.
- Danno da combattimento, ogni qual volta che si attacca o distrugge un nemico o oggetto si viene lesi.
- Attacco speciale, caratterizzato da un aeroplanino di carta, Sketch Turner strappa un pezzo di carta dal fumetto, creando questo aeroplanino, il quale danneggia mortalmente il nemico, ma toglie vita al personaggio stesso durante la sua creazione, inoltre risulta una mossa lenta che espone il personaggio stesso al nemico.

## Accoglienza
| Testata                            | Versione | Giudizio |
| ---------------------------------- | -------- | -------- |
| GameRankings (media al 09-12-2019) | MD       | 75.59%   |
| GameRankings (media al 09-12-2019) | X360     | 71.25%   |
| GameRankings (media al 09-12-2019) | PS3      | 70.50%   |
| Metacritic (media al 19-03-2020)   | X360     | 71/100   |
| AllGame                            | MD       | [ 7 ]    |
| EGM                                | MD       | 7.825/10 |
| Famitsū                            | MD       | 30/40    |
| Next Generation                    | MD       | [ 10 ]   |
| IGN                                | MD       | 7.5/10   |
| GameSpot                           | MD       | 6.6/10   |
| SpazioGames.it                     | MD       | 7.0/10   |

Comix Zone è stato ampiamente criticato per essere stato messo in commercio troppo tardi e per essere troppo difficile e breve, ma è stato accolto positivamente, ed elogiato per la sua grande giocabilità, la grafica e colonna sonora.
Famitsū recensì la versione originale per Mega Drive assegnandogli un 30 su 40. La rivista GamePro considerò le visuali di gioco una ricreazione di successo di un albo a fumetti, ma trovò il gioco troppo breve, soprattutto per via del fatto che il giocatore avrebbe incontrato uno stile di combattimento ripetitivo e rompicapo troppo semplici. Il recensore ebbe problemi anche con il sistema di controllo: "Sketch non in grado di spostarsi rapidamente all'interno della vignetta e premendo il tasto si producono dei risultati imprevedibili", concludendo "Puoi amare Comix Zone per i suoi elementi originali ma dopo poche vignette la luna di miele è finita". I quattro recensori di Electronic Gaming Monthly riconobbero a loro volta le problematiche legati ai controlli ma osservarono anche la grafica eccezionalmente colorata per un gioco per Mega Drive e sostennero che la sua originalità con lo stile di un fumetto lo rendeva un titolo da avere nonostante i suoi difetti.
Next Generation trattò sempre l'edizione per Mega Drive, dandogli tre stelle su cinque, ritenendolo "Un'idea molto interessante per un gioco che non è stato eseguito correttamente, Comix Zone è migliore di molti altri".
Lucas M. Thomas di IGN ne apprezzò maggiormente la grafica e la colonna sonora trovando complicati i controlli per le mosse più complesse e come difetto la scarsa longevità che non porta a rigiocarlo. Ryan Davis di GameSpot vide come vantaggi lo stile molto simile a quello di un fumetto, la grafica colorata e alcune animazioni mentre come svantaggi il suo gameplay semplicistico beat 'em up e il breve tempo per completare l'intera avventura.
Mauro Cattaneo di SpazioGames.it gli diede un 7 su 10 trovandolo tecnicamente curato e l'idea molto originale ma difficile e mal calibrato e con sole tre pagine da completare. Il recensore lo considerò un buon titolo che per poco non è divenuto un capolavoro a causa dell'esiguo numero di livelli e dell'eccessiva difficoltà.

## Versioni alternative e conversioni

### Windows
Il gioco fu convertito per Windows 3.1 nel 1995 da Sega PC e fu il primo titolo a utilizzare la libreria grafica WinG. Tranne questa differenza, il resto del gioco è praticamente identico all'originale.

### Game Boy Advance
L'11 settembre 2002 uscì una conversione per Game Boy Advance, sviluppata da Virtucraft e pubblicata da SEGA esclusivamente in Europa. Quest'edizione presenta una nuova colonna sonora a Howard Drossin, compositore anche di quella originale, tuttavia fu malgiudicata dal pubblico per via dell'evidente differenza rispetto all'edizione per Mega Drive. Date le ridotte dimensioni dello schermo, è stata ridotta di conseguenza la visuale, eliminando la possibilità di vedere i fotogrammi più distanti dal giocatore, rendendolo così un videogioco a piattaforme più tradizionale. Altre novità aggiunte sono la traduzione in italiano, assente in quella originale, e una modalità multigiocatore atipica, che vede uno dei due giocatori controllare Sketch mentre l'altro Mortus, dove il secondo avrà modo di impostare un timer con cui dovrà far apparire i nemici e gli ostacoli da spedire contro l'eroe.

### Compilation
Comix Zone è stato convertito per un gran numero di compilation per console casalinghe, portatili e personal computer. La prima in cui ha fatto la sua apparizione è stata Sonic Mega Collection (2002) per GameCube, ma solo nella versione giapponese, dove è un titolo sbloccabile. In seguito è stato incluso in Sonic Mega Collection Plus (2004) per PlayStation 2, Xbox e Windows, nuovamente come titolo sbloccabile ma questa volta in tutte le versioni, Sega Mega Drive Collection (2006) per PlayStation 2 e PlayStation Portable, Sega Mega Drive Ultimate Collection (2009) per Xbox 360 e PlayStation 3 e Sega Mega Drive Classic Collection (2018) per Windows, PlayStation 4 e Xbox One.

### Distribuzione digitale
Comix Zone è stato reso disponibile per il servizio Virtual Console di Wii nel 2007 e successivamente è uscito per Xbox Live nel 2009, Steam nel 2010 e PlayStation Network nel 2011, quest'ultima versione presenta il supporto ai trofei. Il gioco è stato reso disponibile anche tramite il servizio SEGA Forever per iOS e Android nel giugno 2017.